# Anekdotický důkaz
Anekdotický důkaz je faktické tvrzení, které se opírá pouze o osobní pozorování, shromážděné náhodným nebo nesystematickým způsobem. Tento termín se někdy používá v právním kontextu k označení určitých druhů svědectví, která nejsou potvrzena objektivními, nezávislými důkazy (jako například notářsky ověřenými dokumenty, fotografiemi, audiovizuálními záznamy a podobně). Při použití v reklamě nebo propagaci výrobku, služby nebo myšlenky se anekdotické zprávy často nepřesně nazývají svědectvími.

## Spolehlivost anekdotických důkazů
Ve srovnání s jinými typy důkazů jsou anekdotické důkazy obecně považovány za důkazy s omezenou hodnotou kvůli řadě potenciálních nedostatků. Lze je však považovat za důkazy v rámci vědecké metody, protože některé anekdotické důkazy mohou být empirické a ověřitelné, např. při použití případových studií v medicíně. Jiné anekdotické důkazy však nelze považovat za vědecké důkazy, protože jejich povaha brání tomu, aby byly zkoumány vědeckou metodou. Tam, kde se předkládá pouze jeden nebo několik málo anekdot, je větší pravděpodobnost, že mohou být nespolehlivé kvůli neúplným nebo jinak nereprezentativním vzorkům typických případů.
Psychologové také zjistili, že kvůli kognitivnímu zkreslení si lidé častěji pamatují pozoruhodné nebo neobvyklé příklady než typické příklady. I když jsou tedy anekdotické důkazy přesné, nemusí nutně představovat typickou zkušenost. Přesné určení, zda je anekdota typická, vyžaduje statistické důkazy. Zneužívání anekdotických důkazů je neformální argumentační klam a někdy se označuje jako omyl ve stylu „osoba, která“ („znám osobu, která...“, „vím o případu, kdy...“ a podobně), který přikládá nepatřičnou váhu zkušenostem blízkých osob, které nemusí být typické.
U všech forem anekdotických důkazů lze pochybovat o jejich spolehlivosti na základě objektivního nezávislého posouzení. Je to důsledek neformálního způsobu shromažďování, dokumentace, prezentace nebo kombinace těchto tří způsobů. Tento termín se často používá k popisu důkazů, u nichž chybí dokumentace, takže jejich ověření závisí na důvěryhodnosti strany, která důkaz předkládá.

## Vědecké souvislosti
Ve vědě patří mezi definice anekdotických důkazů:
- „spíše náhodná pozorování nebo náznaky než důkladná nebo vědecká analýza“[7]
- „informace, které se předávají ústně, ale nejsou vědecky doloženy“[8]
- „důkazy, které vycházejí z individuální zkušenosti. Může jít o zkušenost osoby s nemocí nebo o zkušenost lékaře na základě jednoho nebo více pacientů mimo formální vědeckou studii“[9]
- „zpráva jedné nebo více osob o zážitku, který není objektivně zdokumentován, nebo o zážitku či výsledku, k němuž došlo mimo kontrolované prostředí“.[10]

Nepotvrzené důkazy mohou mít různou míru formálnosti. Například v medicíně se publikovaný anekdotický důkaz od vyškoleného pozorovatele (lékaře) nazývá kazuistika a podléhá formálnímu odbornému posouzení. Přestože takové důkazy nejsou považovány za průkazné, mohou je vědci někdy považovat za výzvu k důkladnějšímu vědeckému zkoumání daného jevu. Jedna studie například zjistila, že 35 ze 47 neoficiálních zpráv o vedlejších účincích léků se později potvrdilo jako „jednoznačně správné“.
Anekdotické důkazy jsou považovány za nejméně jistý typ vědeckých informací. Výzkumníci mohou anekdotické důkazy použít k navržení nových hypotéz, ale nikdy ne jako potvrzující důkazy.
Anekdotické důkazy jsou často nevědecké nebo pseudovědecké, protože sběr nebo prezentaci důkazů mohou ovlivnit různé formy kognitivního zkreslení. Například někdo, kdo tvrdí, že se setkal s nadpřirozenou bytostí nebo mimozemšťanem, může předložit velmi živý příběh, který však není falzifikovatelný. K tomuto jevu může docházet i u velkých skupin lidí prostřednictvím subjektivní validace.
Nepotvrzené důkazy jsou také často nesprávně interpretovány prostřednictvím heuristiky dostupnosti, což vede k nadhodnocení prevalence. Pokud lze příčinu snadno spojit s následkem, lidé přeceňují pravděpodobnost, že příčina má tento následek (dostupnost). Zejména živé, emocionálně nabité anekdoty se zdají být věrohodnější a je jim přikládána větší váha. Souvisejícím problémem je, že obvykle není možné u každého anekdotického důkazu posoudit míru lidí, kteří tento anekdotický důkaz v populaci neuvádějí.
Běžným způsobem, jak se anekdotické důkazy stávají nevědeckými, je chybné uvažování, jako je například chybné tvrzení post hoc ergo propter hoc, což je lidská tendence předpokládat, že pokud se jedna událost stane po druhé, pak první musí být příčinou druhé. Další chybou je induktivní uvažování. Například pokud anekdota ilustruje spíše žádoucí než logický závěr, je považována za chybné nebo unáhlené zobecnění. Například zde je anekdotický důkaz prezentován jako důkaz požadovaného závěru:
| „ | Existuje mnoho důkazů, že pití vody léčí rakovinu. Zrovna minulý týden jsem četl o dívce, která umírala na rakovinu. Po pití vody se vyléčila. | “ |

Podobné anekdoty nic nedokazují. V každém případě, kdy nějaký faktor ovlivňuje pravděpodobnost výsledku, nikoliv ji jednoznačně určuje, vybrané jednotlivé případy nic nedokazují; např. „můj dědeček kouřil dvě krabičky denně, dokud nezemřel v 90 letech“ a „moje sestra nikdy nekouřila, ale zemřela na rakovinu plic“. Anekdoty často odkazují spíše na výjimku než na pravidlo: „Anekdoty jsou k ničemu právě proto, že mohou poukazovat na idiosynkratické reakce.“
Obecněji řečeno, statistická korelace mezi věcmi sama o sobě nedokazuje, že jedna věc je příčinou druhé (příčinná souvislost). Studie zjistila, že sledování televize silně koreluje s konzumací cukru, ale to nedokazuje, že sledování televize způsobuje konzumaci cukru (nebo naopak).
V medicíně jsou anekdotické důkazy také předmětem placebo efektu: je prokázáno, že očekávání pacienta (nebo lékaře) může skutečně změnit výsledek léčby. Pouze dvojitě zaslepené randomizované placebem kontrolované klinické studie mohou potvrdit hypotézu o účinnosti léčby nezávisle na očekávání.
Naproti tomu ve vědě a logice je „relativní síla vysvětlení“ založena na jeho schopnosti být:
- testováno nebo opakováno
- je prokázáno, že je způsobeno uvedenou příčinou, a
- ověřitelné za neutrálních podmínek způsobem, s nímž budou ostatní výzkumníci souhlasit a který si mohou sami ověřit.

## Právo

#### Anekdotické důkazy v právu
Svědecké výpovědi jsou v právu běžnou formou důkazu a právo má mechanismy, které umožňují testovat spolehlivost nebo věrohodnost svědeckých výpovědí. Právní postupy pro provádění a hodnocení důkazů jsou formalizované. Některé svědecké výpovědi lze označit za anekdotické důkazy, například individuální příběhy o sexuálním obtěžování v rámci hromadné žaloby. Svědecké výpovědi však mohou být testovány a posuzovány z hlediska spolehlivosti. Příklady přístupů k testování a posuzování zahrnují použití výslechu k identifikaci možných mezer nebo nesrovnalostí, důkazů potvrzujících svědků, dokumentů, videozáznamů a forenzních důkazů. Pokud soud nemá k dispozici vhodné prostředky k testování a posouzení výpovědi určitého svědka, jako je absence forem potvrzení nebo odůvodnění, může této výpovědi při rozhodování o skutkovém stavu přiznat omezenou nebo žádnou „váhu“.

#### Použití vědeckých důkazů v právu
V určitých situacích musí vědecké důkazy předložené u soudu splňovat také zákonné požadavky na důkazy. Například ve Spojených státech musí znalecké posudky svědků splňovat Daubertův standard. Podle tohoto rozhodnutí se svědkům musí předkládat důkazy podle metodik, které jsou mezi vědci „obecně uznávané“. V některých situacích mohou tento práh splňovat i anekdotické důkazy (např. určité kazuistiky, které potvrzují nebo vyvracejí jiné důkazy).
Altman a Bland tvrdí, že případovou zprávu nebo statistickou odchylku nelze odmítnout jako bezvýznamnou: „U vzácných a neobvykle se vyskytujících onemocnění nemusí nesignifikantní nález v randomizované studii nutně znamenat, že neexistuje příčinná souvislost mezi daným činitelem a onemocněním.“